# Andula Sedláčková

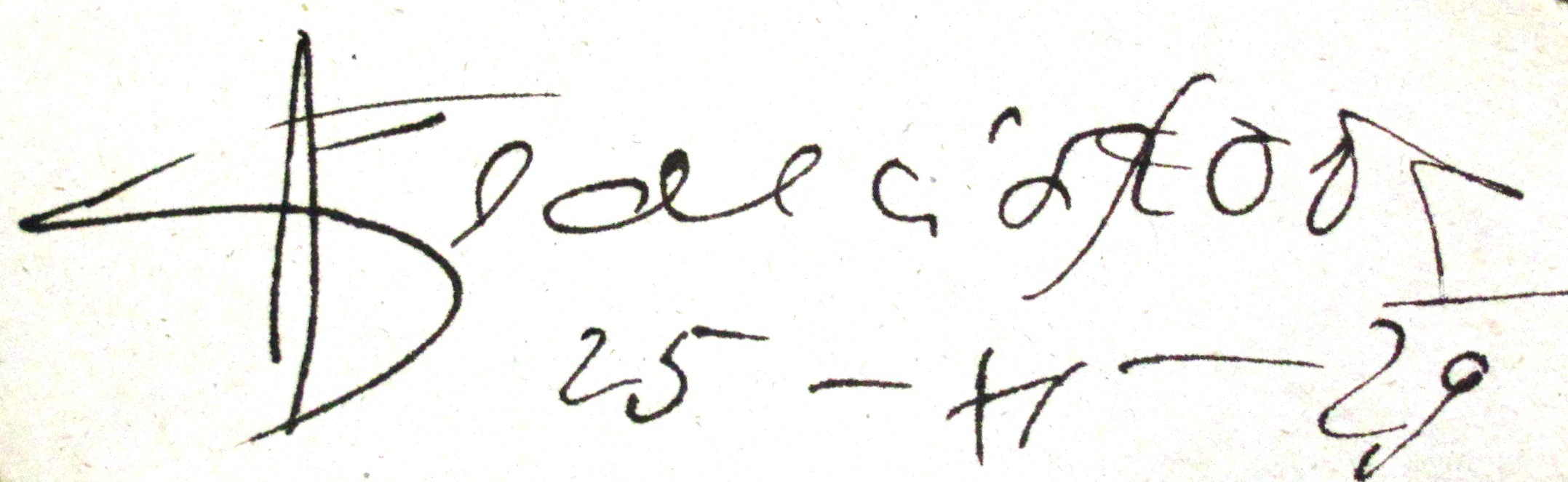
Podpis Anny Sedláčkové

Andula Sedláčková (29. září 1887 Praha-Nové Město – 24. listopadu 1967 Praha), občanským jménem Anna Sedláčková, byla česká divadelní a filmová herečka, první česká filmová hvězda, držitelka státní ceny 1927, zasloužilá umělkyně 1967.

## Divadelní dráha
Narodila se v divadelní rodině, herci byli její rodiče (otec Alois Sedláček, byl členem činohry a režisérem Národního divadla), matka Marcela i bratr Jára Sedláček, po celý život používala své zdrobnělé jméno Andula, jímž ji oslovovali její přátelé a obdivovatelé. Začínala hrát v Národním divadle, ještě jako šestnáctiletá elévka v představení Děti kapitána Granta (1903), dlouhá léta s menšími přestávkami byla členkou činohry Národního divadla (1905–1919, 1922–1923, 1925–1928, 1929–1933, krátce též v roce 1938), později zde hostovala. Muchova nadace uvádí, že na plakátu k baletní pantomimě Princezna Hyancinta z roku 1911 je zobrazena představitelka hlavní role. V letech 1919 až 1921 byla členkou Divadla na Vinohradech, kde později též často hostovala. Byla žačkou slavné herečky Marie Hübnerové (1862–1931). V roce 1939 založila vlastní Divadlo Anny Sedláčkové (DAS) v Jungmannově ulici (dnešní Mozarteum), které existovalo v průběhu protektorátu šest sezón do roku 1944. Po atentátu na zastupujícího říšského protektora Reinharda Heydricha bylo DAS v roce 1942 na půl roku uzavřeno.
Na divadelních scénách okouzlovala v rolích mladých půvabných žen od pubertálních dívek až po zralé ženy. Později se její tvorba posunula k náročnějším psychologickým rolím. Mezi její významné a ceněné role, napsané autory klasickými (Shakespeare, Schiller), ale i současnými (Sardou, Savoir, Duvernois, G. B. Shaw, Oscar Wilde, William S. Maugham) patří např. Cyprienna (Victorien Sardou, 1913), Líza Doolittlová v Pygmalionu (G. B. Shaw, 1913), Kleopatra v Caesarovi a Kleopatře (G. B. Shaw, 1917), Královna Kristýna (A. Strindberg, 1922) a Marie Stuartovna (F. Schiller, 1935).
Nejslavnější rolí, ve které excelovala celkem třikrát, byla ovšem Margueritta Gautierová v Dámě s kaméliemi od (A. Dumas ml., 1916, 1928, 1934). Jejími partnery byli postupně Jiří Steimar, Hugo Haas a Otto Rubík.
Sama si vybírala repertoár, obvykle označovaný za konverzační nebo salónní, v němž dovedla vystihnout charaktery s nenuceným společenským vystupováním a francouzskou elegancí a šarmem. Vynikala hereckým mistrovstvím i osobním půvabem, jejím velkým hereckým vzorem byla francouzská herečka Sarah Bernhardtová. Podle ní si nějakou dobu vybírala i část repertoáru, vedle Dámy s kaméliemi také např. Orlík (Edmond Rostand, 1928) Walewská a Napoleon (Johan Bojer, 1932) aj.

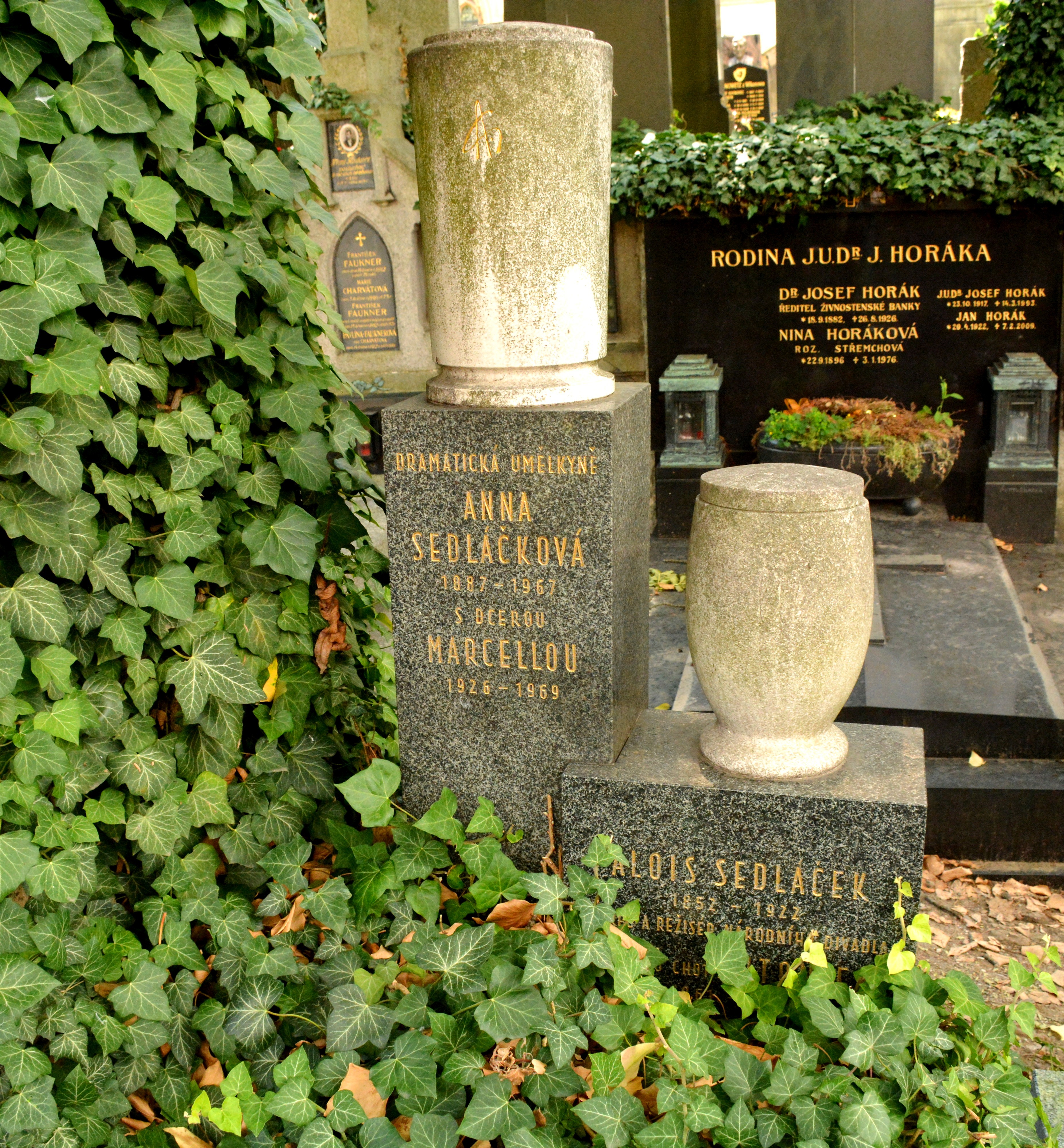
Hrob na Vyšehradském hřbitově v Praze

K jejím oblíbeným dramatikům patřil také například Jaroslav Hilbert (1871–1936), v jehož klíčových hrách vytvořila titulní postavy, např. Věru v Jejich štěstí (1916), Jarinu v Hnízdu v bouři (1917), Irenu ve stejnojmenné hře Irena (1929), Milenu Matušovou ve hře Pěst (1930), ve hře Třidič štěrku (1930) nebo Marii Bílou ve hře Blíženci (1931). Ve 30. letech s úspěchem hrála postavy francouzského dramatika Marcela Acharda (1899–1974), např. Marcelina (1929), Domino (1932), Migo z Montparnassu (1934).
Proslavena byla svými častými spory s vedením obou divadel, odkud často odcházela. Čtyři roky trval ale také její soudní spor se spisovatelem Jaroslavem Mariou (1870–1942), který se o ní nelichotivým způsobem vyslovil ve svém eseji Hilar (1935).
Po roce 1945 už vystupovala jenom zřídka. Zemřela na následky srážky s motocyklem když přecházela cestu se svým psem u tehdejšího Tylova divadla (Stavovské divadlo). Herečkou byla i její dcera Marcella Sedláčková (1926–1969), která se narodila ze vztahu s ekonomem a politikem Františkem Xaverem Hodáčem (1883–1942). Andula byla dvakrát vdaná: nejprve s architektem Maxem Urbanem v letech 1911–1921, potom v období 1921–1942 s advokátem Josefem Kašparem.

## Citát
Anna Sedláčková zahajovala svou hvězdnou kariéru co Eliza v Shawově PYGMALIONU. Praha šílela nadšením. V první scéně pršel na jevišti skutečný déšť. To mne tak ohromilo, že se pitomec na nic jiného z toho slavného představení nepamatuju, než na kouzelný Andulin hlas.
Jiří Voskovec

## Filmová dráha

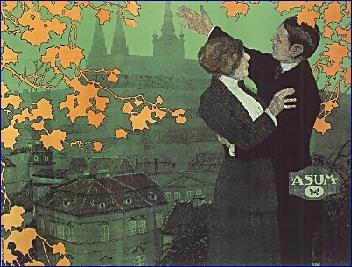
Plakát k filmu společnosti ASUM Idyla ze staré Prahy z roku 1913 je považován za nejstarší český filmový plakát. Je uložen ve sbírkách pražského Uměleckoprůmyslového muzea

Andula Sedláčková se 23. února 1911 tajně provdala za architekta a filmového tvůrce Maxe Urbana , s nímž založila roku 1912 filmovou společnost ASUM (zkratka je složena z počátečních písmen jmen obou manželů). Jsou považováni za průkopníky českého filmu; plakát k filmu Idyla ze staré Prahy z roku 1913 je považován za nejstarší český filmový plakát.
Společnost fungovala ve skromných podmínkách, nejprve ve Vodičkově ulici č. 35, tzv. domečku, který patřil rodině Urbanů, později natáčeli také v pronajaté vile v Praze u železničního mostu. Krátké němé filmy, v nichž většinou hrála Andula Sedláčková hlavní postavy a jejími partnery byli často její otec nebo bratr, využívaly jednoduchých zápletek a intrik. Náměty nebyly náročné, byly psány často vyloženě „na tělo“ Andule Sedláčkové.
Většina z filmů společnosti ASUM se nedochovala, z některých zbyla jen torza. Výjimkou je kompletní kopie filmu Konec milování z roku 1913, která se zachovala; film se natáčel ve vile Urbanových pod Vyšehradem, exteriéry v Choceradech, na Jílovišti a v Šárce. Společnost ASUM vyrobila celkem 18 filmů, poslední v roce 1919.
Sedláčková ve společnosti působila i jako autorka námětů a scenáristka některých filmů. Po krachu společnosti ASUM v srpnu roku 1914 Sedláčková i Urban na film zanevřeli a Sedláčková se pak objevovala ve filmu jen sporadicky. Umělecky nejhodnotnější její rolí byla role Kněžny v němé verzi adaptace Jiráskovy Lucerny (1925), kterou režíroval Karel Lamač (1897–1952).
Naposledy se Sedláčková ve filmu objevila v jednom z prvních českých zvukových filmů Tajemství lékařovo (1930), který v Paříži natáčela podle námětu Jamese Barrieho americká společnost Paramount. Režíroval Julius Lébl a vedle Anduly v něm hráli také: Václav Vydra, Karel Jičínský, Růžena Šlemrová, Theodor Pištěk, Fred Bulín, Nina Ninon a Marie Buddeusová.

## Divadelní role
výběr
- 1904 A. V. Krylov: Medvěd námluvčím, Jelizaveta, Národní divadlo, režie Alois Sedláček
- 1907 William Shakespeare: Sen noci svatojánské, Puk, Národní divadlo, režie Jaroslav Kvapil
- 1909 William Shakespeare: Benátský kupec, Nerissa, Národní divadlo, režie Jaroslav Kvapil
- 1910 Gabriela Zapolska: Morálka paní Dulské, Mela, Národní divadlo, režie Jaroslav Kvapil
- 1912 Hermann Bahr: Zuzanka, Jenka, Národní divadlo, režie Jaroslav Kvapil
- 1916 F. X. Svoboda: Čekanky, Jiřina, Národní divadlo, režie Gustav Schmoranz
- 1919 Edmond Rostand: Cyrano de Bergerac, Roxana, Národní divadlo, režie Jaroslav Hurt
- 1920 Oscar Wilde: Na čem záleží, Gwendoline, Divadlo na Vinohradech, režie František Hlavatý
- 1921 J. Deval: Nerozhodná, Arletta, Divadlo na Vinohradech, režie František Hlavatý
- 1922 G. B. Shaw: Pygmalion, Líza, Národní divadlo, režie Karel Mušek
- 1923 Moliere: Misantrop, Celiména, Národní divadlo, režie Karel Dostal
- 1927 Oscar Wilde: Vějíř lady Windermerové, titul. role, Národní divadlo, režie Milan Svoboda
- 1927 W. S. Maugham: Viktorie (Útulný domov), titul. role, Divadlo Vlasty Buriana
- 1928 Oscar Wilde: Salome, titul role, Divadlo na Vinohradech, režie Bohuš Stejskal
- 1929 M. Achard: Marcelina, titul. role, Národní divadlo, režie Jiří Frejka
- 1932 A. P. Čechov: Tři sestry, Máša, Národní divadlo, režie Vojta Novák
- 1934 H. Becque: Pařížanka, Klotilda, Divadlo na Vinohradech, režie František Salzer
- 1935 V. Sardou: Rozveďme se!, Cyprienna, Divadlo na Vinohradech, režie František Salzer
- 1938 J. Deval: Továryš, Taťána, Divadlo Na Slupi
- 1939 Oscar Wilde: Bezvýznamná žena, Gladys, Divadlo Anny Sedláčkové, režie Anna Sedláčková
- 1940 H. Coubier: Aimée, titul. role, Divadlo Anny Sedláčkové, režie Anna Sedláčková
- 1942 Vilém Werner: Právo na hřích, matka, Divadlo Anny Sedláčkové, režie Vilém Werner
- 1943 Václav Štech: Třetí zvonění, Kváčková, Divadlo Anny Sedláčkové, režie B. Hradil
- 1944 J. Zimmermann: Zásluhy paní Keglové, titul. role, Divadlo Anny Sedláčkové, režie Zdeněk Vyskočil
- 1947 N. Coward: Ze soboty na neděli, Janet, Divadlo Na Slupi
- 1947 Oscar Wilde: Vějíř lady Windermerové, paní Erlyneová, Divadlo na Vinohradech, režie Bedřich Vrbský
- 1956 Friedrich Schiller: Marie Stuartovna, Královna Alžběta, Haló kabaret

## Filmografie

### Role, výběr
- Čtyři roční doby, 1912 – ona sama
- Dáma s barzojem, 1912 – role neuvedena
- Falešný hráč, 1912 – role neuvedena
- Estrella, 1913 – Estrella
- Idyla ze staré Prahy, 1913 – role neuvedena
- Konec milování, 1913 – Irena
- Rozvedená paní, 1913 – paní Andula
- Šaty dělají člověka, 1913 – role neuvedena
- Šoférka, 1913 – role neuvedena
- Tragedie ve sněhu, 1913 – role neuvedena
- Andula žárlí, 1914 – role neuvedena
- Nenávistí k lásce, 1914 – role neuvedena
- O Adrienu, 1919 – Adriena Thomeretová
- Záhadný případ, 1919 – Ellen Brodenová
- Lucerna, 1925 – paní kněžna
- Tajemství lékařovo, 1930 – Liliana Garsonová

### Scénáře
- Dáma s barzojem, 1912

### Námět
- Konec milování, 1913
- Podkova, 1913
- Rozvedená paní, 1913
- Tragedie ve sněhu, 1913

## Pamětníci o Andule Sedláčkové
Jindřich Černý
- Hrát Čapkovu hru bylo v listopadu 1940 odvážným činem; Anna Sedláčková ho podnikla – asi spíš kvůli roli Emilie Marty než pro jméno autora – a podnik se vydařil: umělecky i komerčně. [8]

Karel Engemüller
- Z dětských a dívčích rolí naivek stanula v rychlém svém rozvoji brzy na prahu her charakterních i dramatických, usilovnou prací a v ušlechtilém závodění přešla až k postavám nejsložitějším klasického a moderního repertoáru...Její sličný a půvabný zjev má na scéně v sobě kouzlo křehkosti, hravé a jemné grácie a její tvůrčí fond oplývá životností, temperamentností a smělostí, jemuž není cizí nejhlubší cit, prudká vášeň i marnivá rozmarná lehkomyslnost s přídechem karikaturním.[9]

Edmond Konrád
- Učila se u nikoho menšího, než u Marie Hübnerové. Pak-li kdo, tedy jistě tato učitelka mohla jí dáti správné ponětí o podstatě herectví, na slozích nezávislé, o pravé přirozenosti, nepodmíněné oborem, posilovat její směrné pudy tvořivé a orientovati je: osvobozovati v ní, ze slupek mládí a nezkušenosti, její hřivnu.[10]